# Sarpestus diaphanus
Sarpestus diaphanus är en insektsart som beskrevs av Walker 1870. Sarpestus diaphanus ingår i släktet Sarpestus och familjen dvärgstritar. Inga underarter finns listade i Catalogue of Life.